# Aslia
Aslia is een geslacht van zeekomkommers uit de familie Cucumariidae.

## Soorten
- Aslia forbesi (Bell, 1886)
- Aslia lefevrii (Barrois, 1882)
- Aslia pygmaea (Théel, 1886)
- Aslia sanctijohannis (Bell, 1887)
- Aslia spyridophora (H.L. Clark, 1923)